# Pat McCarran

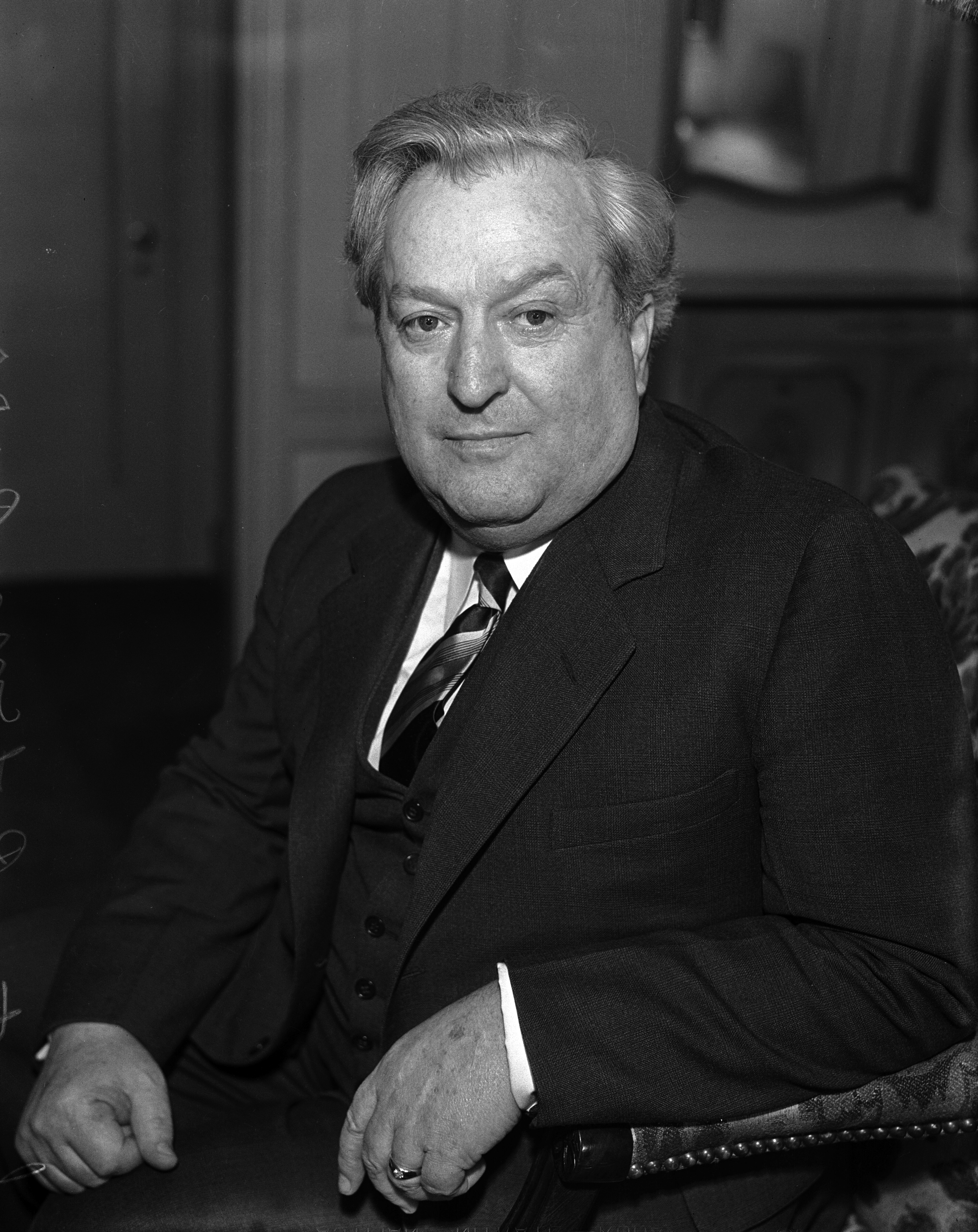
Pat McCarran (1935)

Patrick Anthony „Pat“ McCarran (* 8. August 1876 in Reno,  Washoe County,  Nevada; † 28. September 1954 in Hawthorne, Mineral County, Nevada) war ein US-amerikanischer Politiker der Demokratischen Partei. Zwischen 1933 und 1954 vertrat er den Bundesstaat Nevada im US-Senat.

## Werdegang
Patrick McCarran besuchte die öffentlichen Schulen seiner Heimat und studierte an der University of Nevada in Reno. Dieses Studium brach er ab, um auf der Schafranch seines Vaters zu arbeiten, nach dem dieser einen Arbeitsunfall erlitten hatte. Nach einem anschließenden Jurastudium und seiner im Jahr 1905 erfolgten Zulassung als Rechtsanwalt begann er in den Städten Tonopah and Goldfield in seinem neuen Beruf zu arbeiten. Zwischen 1907 und 1909 war er Bezirksstaatsanwalt im Nye County und von 1913 bis 1917 war er Richter am Supreme Court of Nevada. Danach war er bis 1918 als Chief Justice Vorsitzender Richter an diesem Gerichtshof und damit ranghöchster Richter seines Staates. Zwischen 1913 und 1918 war er zudem Mitglied im Begnadigungsausschuss.
Politisch war Patrick McCarran Mitglied der  Demokratischen Partei. Bereits im Jahr 1903 gehört er der Nevada Assembly an. In den Jahren 1916 und 1926 kandidierte er jeweils erfolglos für den US-Senat. Bei den Wahlen des Jahres 1932 wurde er als Kandidat seiner Partei in den US-Senat gewählt, wo er am 4. März 1933 die Nachfolge von Tasker Oddie antrat, den er bei den Wahlen geschlagen hatte. Der Wahlausgang lag damals voll im Bundestrend zugunsten der Demokraten, die mit Franklin D. Roosevelt auch die Präsidentschaftswahlen gewannen. Nach drei Wiederwahlen konnte McCarran bis zu seinem Tod am 28. September 1954 im Kongress verbleiben. Zwischen 1941 und 1945 leitete er den Ausschuss, der sich mit der Verwaltung des Bundesbezirks District of Columbia befasste. Von 1945 bis 1947 und nochmals 1949 bis 1953 leitete er auch den Justizausschuss.

## Politische Positionen
McCarran setzte sich bereits seit 1933 für die Gründung der United States Air Force als selbständige Waffengattung ein. Außenpolitisch bewunderte er die Diktatoren Francisco Franco und Chiang Kai-shek. Während seiner Zeit im Kongress wurden dort die meisten  der New-Deal-Gesetze der Bundesregierung unter Präsident Roosevelt verabschiedet. Mc Carran war aber ein Gegner dieser Maßnahmen. Als strikter Anhänger der Gewaltenteilung befürchtete er, dass die neu geschaffenen New-Deal-Behörden zu viele Kompetenzen des Kongresses an sich reißen und unkontrollierbar würden. Als entschiedener Gegner des Kommunismus fürchtete er auch deren Unterwanderung durch Angehörige und Sympathisanten der Kommunistischen Partei der USA sowie einen Zustrom radikaler und kommunistischer Emigranten. Nachdem er zunächst gegen außenpolitische Verträge mit der UdSSR opponierte, nutzte er seine Position als Chef des Justizausschusses für die Verabschiedung des antikommunistischen Internal Security Act von 1950, der oft nach ihm McCarran Security Act genannt wurde, und richtete eine Behörde für die Registrierung kommunistischer oder als sympathisierend  eingestufter Organisationen und ihrer Mitglieder ein, das Subversive Activities Control Board. Im Jahr 1935 wurden erstmals die Bestimmungen des  20. Verfassungszusatz angewendet, wonach die Legislaturperiode des Kongresses jeweils am 3. Januar endet bzw. beginnt. Er machte sich außerdem um die amerikanische zivile Luftfahrt verdient und unterstützte unter anderem den Federal Airport Act aus dem Jahr 1945. Daher war der Flughafen von Las Vegas, der McCarran International Airport bis 2021 nach ihm benannt, ehe dieser nach Harry Reid, dem ehemaligen Mehrheitsführer der Demokraten umbenannt wurde.